# Who's Afraid of the Big Bad Wolf?
Who's Afraid of the Big Bad Wolf? (noto nella versione italiana come I tre porcellini) è una canzone, pubblicata nel 1933, tratta dal film d'animazione di Walt Disney I tre porcellini cantato da Frank Churchill, Ann Ronell (le voci di Timmy e Tommy) e Pinto Colvig (Jimmy e il Lupo cattivo).

## Altre versioni
Il brano musicale è stato riutilizzato nei sequel di Three Little Pigs, e la sua storia è stata rievocata nell'episodio Cavalcade of Songs della serie televisiva Disneyland nel 1955. È apparso nel video di Disney Sing-Along Songs ed è stato incluso in numerose registrazioni Disney.

## Discografia in italiano
Il testo della versione in italiano fu composto da Misselvia
Il 45 giri della versione del Quartetto Cetra 
1967, La versione di Rita Pavone nell'album 